# 川崎競馬場
川崎競馬場（日语：川崎競馬場）是位於日本神奈川縣川崎市川崎區的競馬場。此競馬場由神奈川縣川崎競馬組合管理，可容納30,000名觀衆。目前和埼玉縣埼玉市南區的浦和競馬場、千葉縣船橋市的船橋競馬場及東京都品川區的大井競馬場共同組成南關東公營競馬，並納入南關東分級賽系統之中。

## 歷史
1906年，以前日本內務大臣板垣退助為中心的京濱競馬俱樂部於現在地建立競馬場，為川崎賽馬歷史的開端。
1908年，由於日本政府立法禁止售賣彩票，因而川崎賽馬的一落千丈最終結業。
1949年，川崎競馬場重新於舊址落成，並繼續舉辦賽事。
1983年12年，1號看台完成建設。
1997年4月，2號看台完成建設。
2001年，由神奈川縣川崎競馬組合取代川崎市營競馬管理競馬場。
2003年6月，場內設置被稱為「國王視覺」的大型屏幕，面積約為496平方米，可於250米外距離觀看賽事，為當時世界最大的電子屏幕，而此記錄直至2006年才被東京競馬場面積達660平方米的屏幕打破。
2016年2月，因應入場人數日漸增加，2號看台翻新工程開開展。

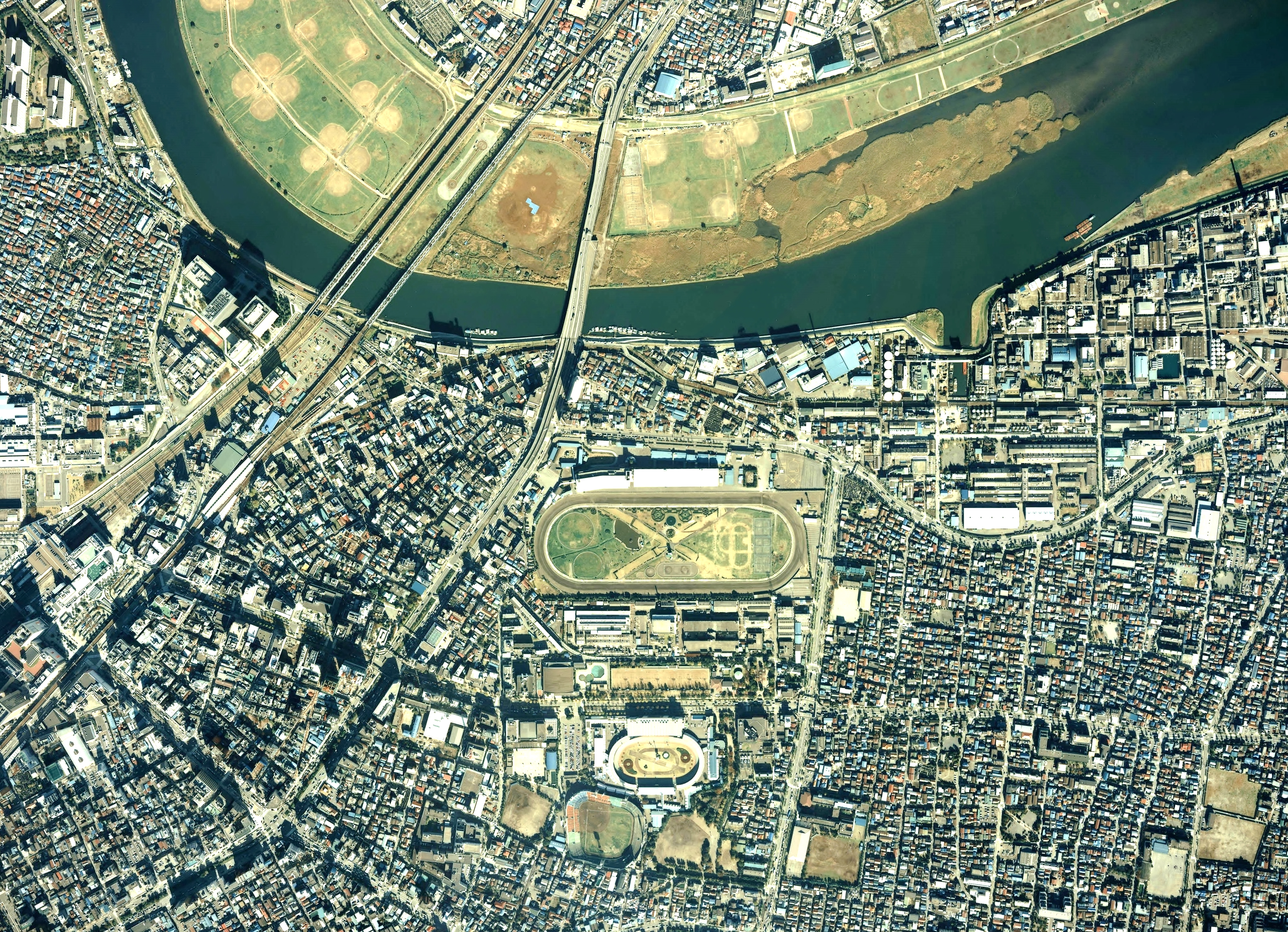
川崎競馬場鳥瞰圖，攝於1989年

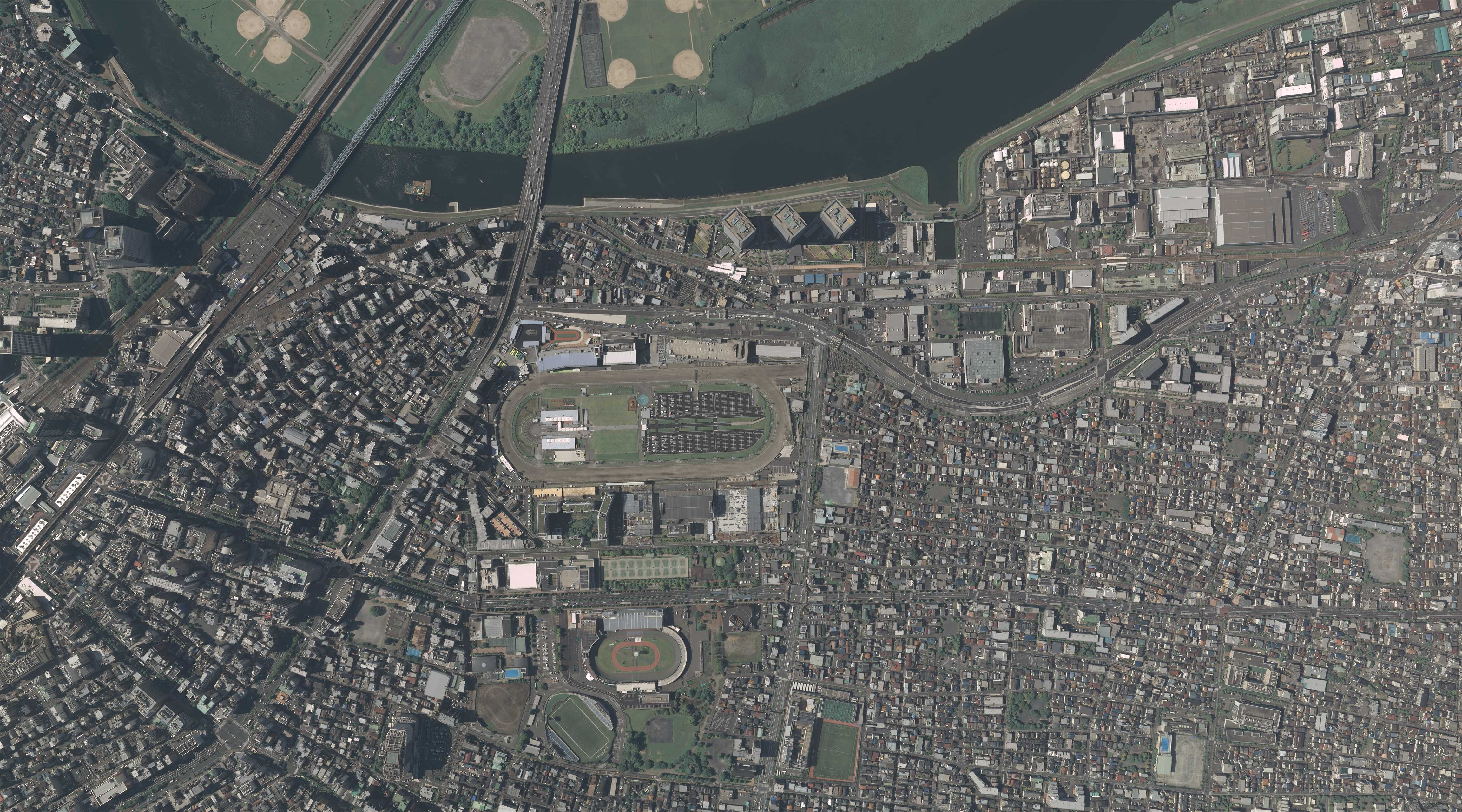
川崎競馬場鳥瞰圖，攝於2019年

## 跑道
泥地跑道全長1200.0米，闊度25米，直路300米。

### 賽事距離
泥地跑道：900米、1400米、1500米、1600米、2000米、2100米

### 賽道記錄

#### 泥地
| 距離   | 時間   | 馬匹           | 性齡 | 負重 | 騎師     | 練馬師     | 紀錄創造日 | 賽事級別 | 賽事名稱            |
| ------ | ------ | -------------- | ---- | ---- | -------- | ---------- | ---------- | -------- | ------------------- |
| 900米  | 0:51.5 | Yurika         | 雌4  | 51   | 脇田創   | 山本學     | 12/6/2014  |          | 川崎閃耀短途錦標    |
| 1400米 | 1:26.6 | 大成傳奇       | 雄5  | 57   | 內田博幸 | 矢作芳人   | 5/11/2012  | JpnI     | 日本育馬場盃短途賽  |
| 1500米 | 1:31.5 | Havana Martini | 雄4  | 57   | 杉川一樹 | 池田孝     | 12/06/2012 |          | 六月JRA交流錦標     |
| 1600米 | 1:37.9 | Lord Rising    | 雄5  | 56   | 內田博幸 | 森秀行     | 17/5/2006  |          | '06閃耀夜空挑戰錦標 |
| 2000米 | 2:04.8 | Maruichi Dato  | 雌4  | 57   | 角田次男 | 久保田金造 | 26/6/1975  |          | 報知秋季之星盃      |
| 2100米 | 2:10.7 | 醒目飛鷹       | 雄7  | 57   | 武豐     | 小崎憲     | 25/1/2012  | JpnI     | 川崎紀念            |

## 交通
由京濱急行電鐵港町站徒步1分鐘。
在賽事舉行期間，亦會有免費接駁巴士來往競馬場和東日本旅客鐵道川崎站及京濱急行電鐵京急川崎站。

## 主要賽事

### 日本一級賽
全日本兩歲優駿（全日本2歳優駿），泥地1600米，2歲。
川崎紀念（川崎記念），泥地2100米，4歲或以上。

#### 由各競馬場輪流舉辦之賽事
日本育馬場盃經典賽（JBCクラシック），泥地2100米，3歲或以上，2006年、2012年、2016年舉辦。
日本育馬場盃雌馬經典賽（JBCレディスクラシックJBCスプリント），泥地1600米，3歲或以上雌馬，2012年、2016年舉辦。
日本育馬場盃短途賽（JBCスプリント），泥地1400米，3歲或以上，2006年、2012年、2016年舉辦。

### 日本二級賽
關東橡樹大賽（関東オークス），泥地2100米，3歲雌馬。
皇后盃（エンプレス杯），泥地2100米，4歲或以上雌馬。

### 日本三級賽
閃耀女士盃（スパーキングレディーカップ），泥地1600米，3歲或以上雌馬。

### 南關東一級賽
戶塚紀念（戸塚記念），泥地2100米，3歲南關東所屬馬。
Rosita紀念（ロジータ記念），泥地2100米，3歲地方所屬雌馬。

### 南關東二級賽
鎌倉紀念（鎌倉記念），泥地1600米，2歲地方所屬馬。
桂冠賞（ローレル賞），泥地1600米，2歲地方所屬雌馬。
閃耀夏季盃（スパーキングサマーカップ），泥地1600米，3歲或以上地方所屬馬。

### 南關東三級賽
若武者賞（若武者賞），泥地1500米，2歲南關東所屬馬。
皇冠盃（クラウンカップ），泥地1600米，3歲南關東所屬馬。
川崎一哩錦標（川崎マイラーズ），泥地1600米，4歲或以上南關東所屬馬。
川崎閃耀短途錦標（川崎スパーキングスプリント），泥地900米，4歲或以上南關東所屬馬。

#### 由各競馬場輪流舉辦之賽事
東日本未來之星賞（ネクストスター東日本），泥地1400米，3歲地方所屬馬，計劃2024年舉辦。

## 外部連結
- 维基共享资源上的相關多媒體資源：川崎競馬場
- 神奈川縣川崎競馬組合 （页面存档备份，存于）

35°31′56.5″N 139°42′38.4″E / 35.532361°N 139.710667°E